# 横结肠

1.升结肠 2.横结肠 3.降结肠 4.乙狀结肠 5.直肠

横结肠是结肠的一部分，位于腹腔上部，前与升结肠以直角向左侧水平移行，在脾脏下方以直角转弯往下接于降结肠。横结肠前部由大网膜悬挂在胃下，后方则由横结肠系膜与腹后壁相连。